# Ropienka (gromada)
Ropienka – dawna gromada, czyli najmniejsza jednostka podziału terytorialnego Polskiej Rzeczypospolitej Ludowej w latach 1954–1972.
Gromady, z gromadzkimi radami narodowymi (GRN) jako organami władzy najniższego stopnia na wsi, funkcjonowały od reformy reorganizującej administrację wiejską przeprowadzonej jesienią 1954 do momentu ich zniesienia z dniem 1 stycznia 1973, tym samym wypierając organizację gminną w latach 1954–1972.
Gromadę Ropienka z siedzibą GRN w Ropience utworzono – jako jedną z 8759 gromad na obszarze Polski – w powiecie ustrzyckim w woj. rzeszowskim na mocy uchwały nr 35/54 WRN w Rzeszowie z dnia 5 października 1954. W skład jednostki weszły obszary dotychczasowych gromad Ropienka, Stańkowa i Zawadka oraz osiedle Kopalnictwa Naftowego Wańkowa z dotychczasowej gromady Wańkowa ze zniesionej gminy Ropienka w tymże powiecie. Dla gromady ustalono 12 członków gromadzkiej rady narodowej.
W 1971 roku gromada Ropienka liczyła 689 mieszkańców, zamieszkujących miejscowości: Ropienka (451), Stańkowa (164) i Zawadka (74).
1 listopada 1972, w związku ze zniesieniem powiatu ustrzyckiego, gromada weszła w skład nowo utworzonego powiatu bieszczadzkiego w tymże województwie.
Gromada przetrwała do końca 1972 roku, czyli do kolejnej reformy gminnej. 1 stycznia 1973 – tym razem w powiecie bieszczadzkim – reaktywowano gminę Ropienka (w latach 1934-39 i 1944-51 gmina Ropienka należała do powiatu leskiego, a w latach 1952-54 do ustrzyckiego).